# Pandesma submurina
Pandesma submurina är en fjärilsart som beskrevs av Walker 1865. Pandesma submurina ingår i släktet Pandesma och familjen nattflyn. Inga underarter finns listade i Catalogue of Life.

## Bildgalleri

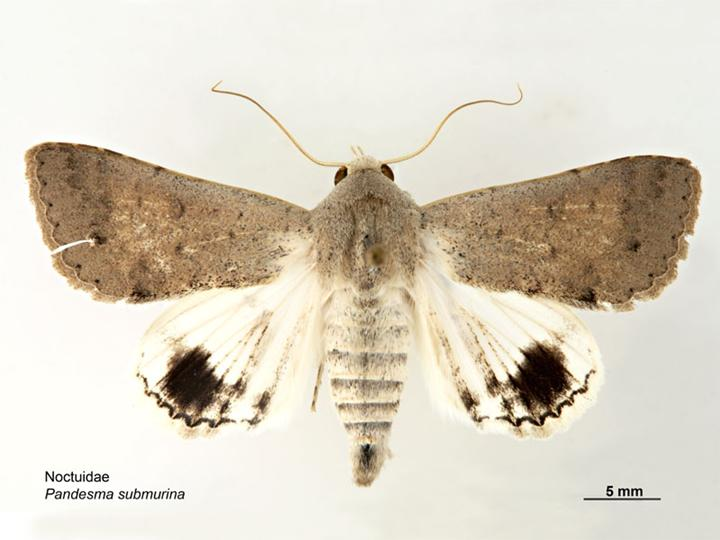
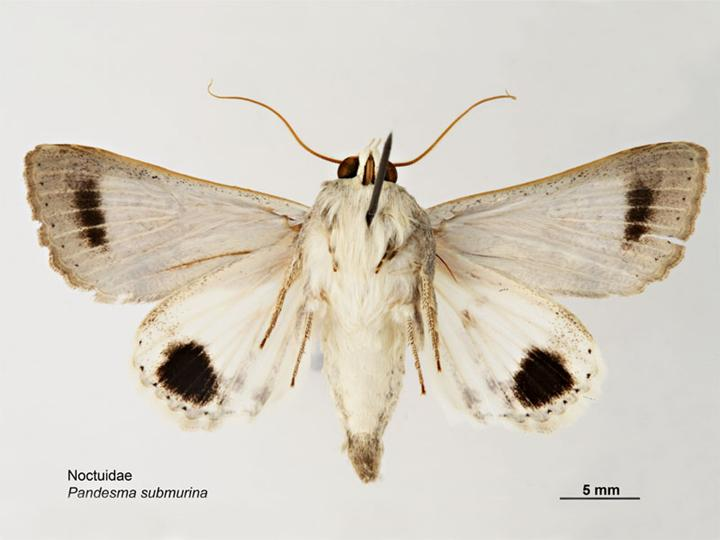